# Vörösnyakú erdeisólyom
A vörösnyakú erdeisólyom (Micrastur ruficollis) a madarak osztályának a sólyomalakúak (Falconiformes) rendjébe és a  sólyomfélék (Falconidae) családjába tartozó faj.

## Előfordulása
Mexikó, Belize, Costa Rica, Salvador,  Francia Guyana, Guyana, Guatemala, Honduras, Nicaragua, Suriname, Panama, Argentína, Bolívia, Brazília, Kolumbia, Ecuador, Paraguay, Peru és Venezuela területén honos. Trópusi erdők lakója.

## Alfajai
- Micrastur ruficollis ruficollis
- Micrastur ruficollis concentricus
- Micrastur ruficollis guerilla
- Micrastur ruficollis interstes
- Micrastur ruficollis olrogi
- Micrastur ruficollis pelzelni
- Micrastur ruficollis zonothorax

## Megjelenése
Testhossza 31-38 centiméter, testtömege 150-225 gramm.